# Klenovac (Bosanski Petrovac)
Klenovac es un pueblo ubicado en el municipio de Bosanski Petrovac, en el cantón de Una-Sana, Bosnia y Herzegovina.

## Superficie
Posee una superficie de 13,30 kilómetros cuadrados.

## Demografía
Hasta 2013 la población era de 73 habitantes, con una densidad de población de 5,5 habitantes por kilómetro cuadrado.